# Gevouwen bootje
Gevouwen bootje of papieren bootje is een artistiek kunstwerk in Amsterdam-Oost, IJburg.
Het is een creatie uit 2007 van Suzanne Willems. Het werd onthuld bij de opening van De Vrijburcht, een in 2000 door bewoners geïnitieerd complex van (atelier)woningen, zorgwoningen, crèche, café, plantenkas en theater; naar ontwerp van Hein de Haan; opgeleverd in 2007. Willems maakte voor dat gebouw aan de Steigerkade op Steigereiland een kunstwerk (gevelbeeld) bestaande uit naast elkaar liggende vissen. Daartegenover staat vrij opgesteld een evenknie van een gevouwen papieren bootje. De versie van Willems is echter van plaatstaal en staat op een sokkel. Het Gevouwen bootje laat op het witte metaal allerlei weergegeven diertjes zien. Het krioelt van kreeftjes, slakken, vissen, algen en schelpen. Het zijn net als de eerder genoemde vissen een verwijzing naar de historie van de plek. Steigereiland werd aangelegd in het IJsselmeer, ooit Zuiderzee.
Willems lichtte zelf toe dat haar beelden in de openbare ruimte gerelateerd (moeten) zijn aan de historie van de plek. Het beeld dient mede tot oefening van Pokémon GO.

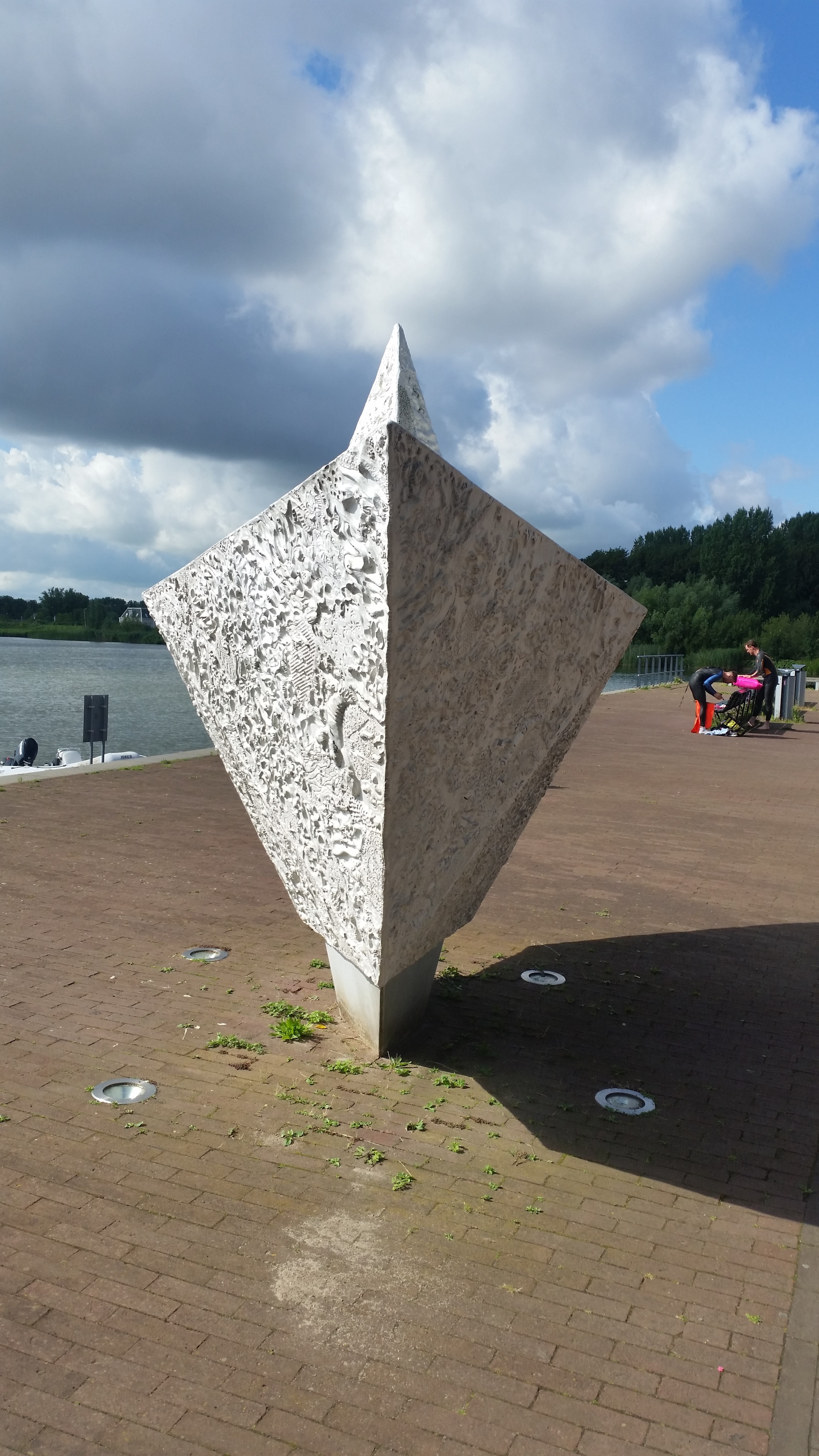
Gevouwen bootje in juli 2020

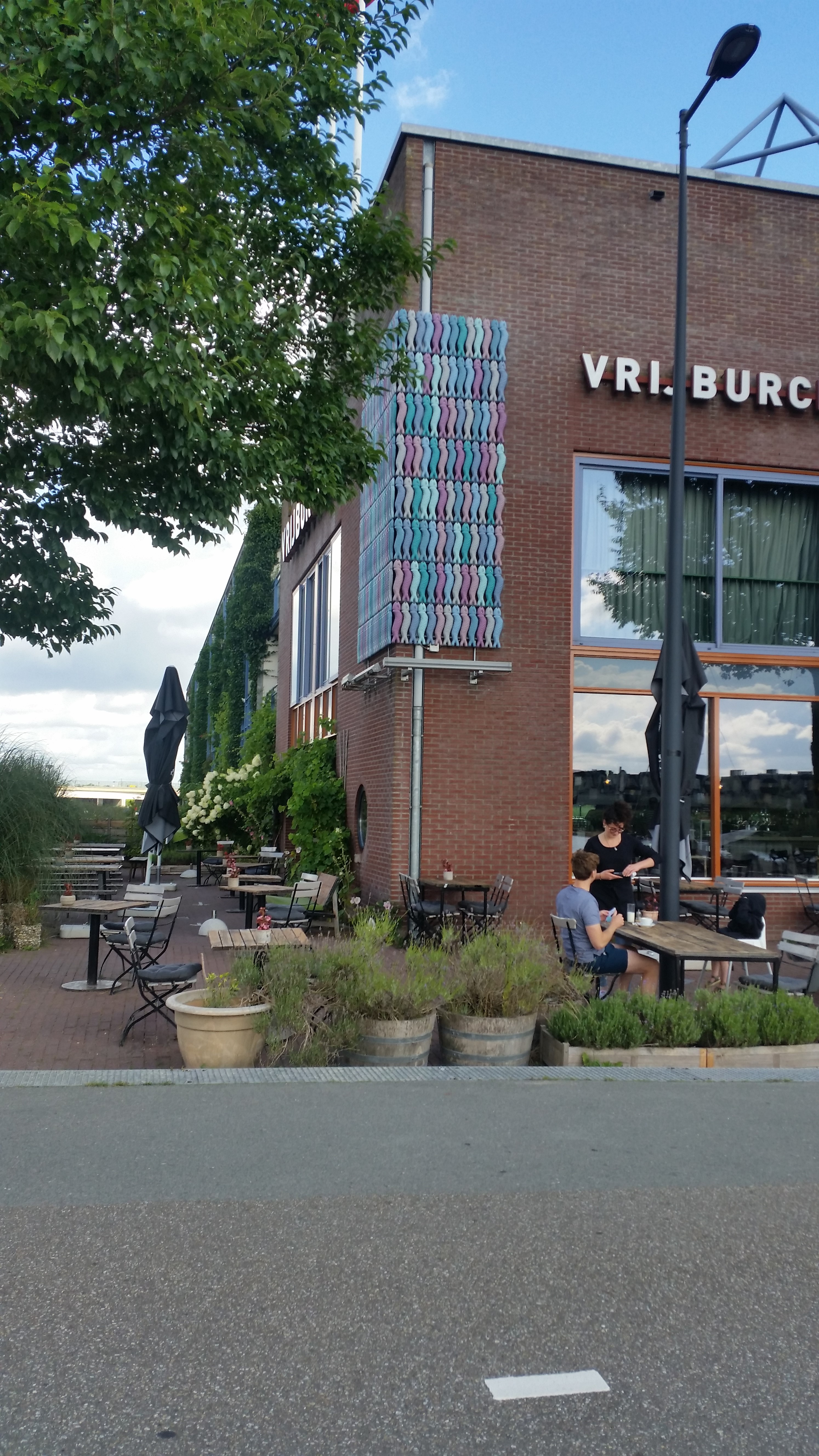
Vissen (juli 2020)